# Scarborough Bluffs

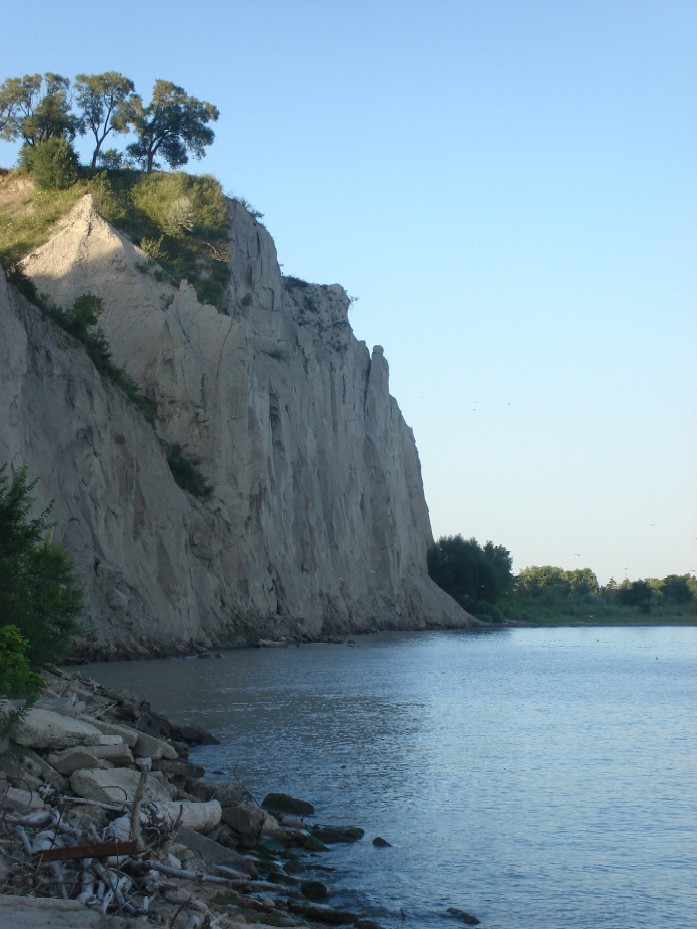
Scarborough Bluffs

Die Scarborough Bluffs sind Steilklippen in Scarborough, einem Stadtteil von Toronto, am Ufer des Ontariosees. Der 14 km lange Geländeabbruch verläuft von der Victoria Park Avenue nach Osten in die Mündung des Flusses Highland Creek. Sie erreichen eine Höhe von  bis zu 65 m. Sie formten das Ufer des prähistorischen Sees Iroquois und weisen mehrere Schichten durch Erosion auf. Die erodierten Alluvialboden formten die Toronto Islands. Die ersten 46 Meter der Sedimentschicht enthalten fossile Pflanzen und Tiere, die sich vor rund 70.000 Jahren in einem großen Flussdelta aufhielten. Die darüber liegende Schicht besteht aus Geschiebemergel und Sand; die jüngste Schicht der Scarborough Bluffs ist rund 12.000 Jahre alt. 
Die Scarborough Bluffs erhielten ihren Namen von Elizabeth Simcoe, da sie diese an die Kalksteinfelsen von Scarborough in ihrer Heimat England erinnerten. Die Felsen gaben später dem Ort Scarborough den Namen und sind heute in stilisierter Form Teil des Wappens. Am Rande der Felsklippen wurde das Naherholungsgebiet Bluffer’s Park errichtet. 